# Yeshey Penjor
Yeshey Penjor (n. 1964) es un político butanés perteneciente al partido Druk Nyamrup Tshogpa. Desde octubre de 2018 se desempeña como asambleísta nacional, y desde noviembre de ese año, como Ministro de Agricultura y Bosques desde noviembre de 2018.

## Formación
Obtuvo una Maestría en Ciencias en Medio Ambiente y Gestión del  Instituto Asiático de Tecnología (AIT).

## Carrera profesional
Se desempeñó como director del Proyecto de Adquisiciones Públicas Verdes y como Asesor de Políticas de Cambio Climático del Programa de las Naciones Unidas para el Desarrollo (PNUD) y la Comisión Nacional del Medio Ambiente.

## Carrera política
Militante del Druk Nyamrup Tshogpa (DNT), fue electo Asambleísta Nacional en las elecciones de 2018 por el distrito electoral de Nubi-Tangsibji. El 3 de noviembre, Lotay Tshering anunció formalmente la composición de su gabinete y Penjor fue nombrado Ministro de Agricultura y Bosques. El 7 de noviembre de ese año, prestó juramento como jefe de la cartera ministerial del Lhengye Zhungtshog.